# Biuro Kultury m.st. Warszawy
Biuro Kultury Urzędu m.st. Warszawy – podstawowa jednostka organizacyjna Urzędu m.st. Warszawy delegowana do zadań dotyczących polityki kulturalnej miasta. Nadzoruje działalność miejskich instytucji kultury.

## Zadania
Do kompetencji Biura Kultury należą:
- realizowanie założeń polityki kulturalnej m.st. Warszawy;
- prowadzenie spraw z zakresu współpracy z organizacjami pozarządowymi w zakresie zadań Biura;
- współpraca z jednostkami administracji publicznej i innymi podmiotami w zakresie działań na rzecz kultury;
- prowadzenie, na podstawie uchwał Rady m.st. Warszawy, spraw związanych ze współpracą w zakresie kultury, ze społecznościami lokalnymi i regionalnymi innych państw;
- koordynacja spraw związanych z kształtowaniem nazewnictwa miejskiego;
- współpraca z dzielnicami w zakresie lokalnych inicjatyw kulturalnych, zintegrowanego systemu informacji o działalności kulturalnej m.st. Warszawy, promocji działalności kulturalnej m.st. Warszawy oraz działalności w zakresie edukacji kulturalnej;
- prowadzenie działań na rzecz upowszechniania kultury;
- prowadzenie spraw związanych z organizowaniem imprez kulturalnych;
- prowadzenie spraw związanych z przyznawaniem rocznych dotacji na prowadzenie działalności przez instytucje kultury, w tym sprawozdawczości,
- prowadzenie spraw związanych z tworzeniem, łączeniem, podziałem i likwidacją instytucji kultury,
- dokonywanie czynności związanych z powoływaniem i odwoływaniem dyrektorów instytucji kultury, których m.st. Warszawa jest wyłączonym organizatorem,
- prowadzenie ksiąg rejestrowych instytucji kultury, których m.st. Warszawa jest wyłączonym organizatorem,
- opiniowanie regulaminów organizacyjnych i koordynacji działań instytucji kultury;
- prowadzenie rejestru instytucji kultury m.st. Warszawy, których m.st. Warszawa jest wyłączonym organizatorem,
- prowadzenie działalności informacyjnej i promocyjnej w zakresie działania Biura;
- prowadzenie spraw związanych z przyznawaniem, na podstawie uchwał Rady m.st. Warszawy stypendiów dla osób zajmujących się twórczością artystyczną i upowszechnianiem kultury oraz nagród za osiągnięcia w dziedzinie kultury.

Kwestie organizacji i podziału zadań w ramach Biura Kultury reguluje wewnętrzny regulamin. 
W 2007 wchłonęło istniejące od 2004 Biuro Teatru i Muzyki m.st. Warszawy.

## Nadzorowane instytucje kultury
Biuro Kultury sprawuje nadzór na działalnością instytucji kultury, których organizatorem lub współprowadzącym jest Urząd Miasta Warszawy:
1. Centrum Kultury Filmowej im. Andrzeja Wajdy
2. Centrum Myśli Jana Pawła II
3. Dom Spotkań z Historią
4. Międzynarodowe Centrum Kultury Nowy Teatr
5. Muzeum Karykatury im. Eryka Lipińskiego
6. Muzeum Powstania Warszawskiego
7. Muzeum Sztuki Nowoczesnej w Warszawie
8. Muzeum Warszawy
9. Północne Centrum Sztuki − Teatr Komedia
10. Sinfonia Varsovia
11. Staromiejski Dom Kultury
12. Stołeczna Estrada
13. Teatr Ateneum im. Stefana Jaracza
14. Teatr Baj
15. Teatr Dramatyczny im. Gustawa Holoubka
16. Teatr Kwadrat im. Edwarda Dziewońskiego
17. Teatr Lalek Guliwer
18. Teatr Lalka
19. Teatr Muzyczny „Roma”
20. Teatr Ochoty im. Haliny i Jana Machulskich
21. Teatr Powszechny w Warszawie im. Zygmunta Hübnera
22. Teatr Rampa na Targówku
23. Teatr Rozmaitości (TR Warszawa)
24. Teatr Studio im. Stanisława Ignacego Witkiewicza
25. Teatr Syrena
26. Teatr Współczesny
27. Warszawskie Obserwatorium Kultury
28. Muzeum Historii Żydów Polskich Polin (współprowadzenie z Ministrem Kultury i Dziedzictwa Narodowego oraz Żydowskim Instytutem Historycznym)
29. Teatr Żydowski im. Estery Rachel i Idy Kamińskich − Centrum Kultury Jidysz (współprowadzenie z Ministrem Kultury i Dziedzictwa Narodowego)
30. Muzeum Marii Skłodowskiej-Curie (współprowadzenie z Polskim Towarzystwem Chemicznym)

## Dyrektorzy
- Małgorzata Naimska (2003–2006)[7]
- p.o. dyrektora Marek Kraszewski (2006–2013)[8]
- Tomasz Thun-Janowski (2013–2019)[9][10]
- Artur Jóźwik (od 1 sierpnia 2019)